# 卫矛叶蒲桃
卫矛叶蒲桃（学名：Syzygium euonymifolium）是桃金娘科蒲桃属的植物，是中国的特有植物。分布于中国大陆的广西、广东等地，目前尚未由人工引种栽培。